# استخوان‌ماهی
استخوان‌ماهی (نام علمی: Albula vulpes) نام یک گونه از تیره استخوان‌ماهی‌سانان است.